# Vesicularia subenervis
Vesicularia subenervis là một loài Rêu trong họ Hypnaceae. Loài này được (Mitt.) Broth. miêu tả khoa học đầu tiên năm 1909.